# Jaroslav Dvořák (politik ČSSD)
Jaroslav Dvořák (* 2. srpna 1976 Týniště nad Orlicí) je český politik a historik, v letech 2012 až 2016 a opět v letech 2020 až 2024 zastupitel Moravskoslezského kraje (v letech 2012 až 2016 též radní kraje), od roku 2012 starosta Nového Jičína (předtím v letech 2010 až 2012 první místostarosta), člen ČSSD.

## Život
Vystudoval gymnázium v Rychnově nad Kněžnou a později obor historie-muzeologie na Slezské univerzitě v Opavě (získal titul Mgr.). V roce 2008 pak úspěšně složil rigorózní řízení v oboru muzeologie na Filozofické fakultě Masarykovy univerzity (získal titul PhDr.).
Na severní Moravě žije od roku 1997. V letech 2001 až 2010 pracoval jako historik a etnograf v Muzeu Beskyd Frýdek-Místek, kde byl od roku 2007 také vedoucím Společensko-vědního oddělení. Angažoval se také jako člen Senátu Asociace muzeí a galerií České republiky. Je autorem publikací Řezbáři a betlemáři a Řezbáři, stejně jako autorem dokumentárních filmů Řezbáři a Řezbáři bez hranic.
Jaroslav Dvořák žije v Novém Jičíně v místní části Loučka. S manželkou Kristýnou, která je středoškolskou pedagožkou, mají syna Denise.

## Politické působení
V roce 2006 se stal členem ČSSD. Od roku 2008 je členem místní organizace v Novém Jičíně, od roku 2010 jí předsedá. Ještě v roce 2008 byl zvolen místopředsedou Okresního výkonného výboru ČSSD Nový Jičín a o rok později členem Krajského výkonného výboru ČSSD Moravskoslezský kraj.
Do komunální politiky vstoupil, když byl v komunálních volbách v roce 2010 zvolen za ČSSD zastupitelem města Nový Jičín. V polovině listopadu 2010 se pak stal 1. místostarostou města pro oblasti sociální problematika, školství, kultura a sport. V únoru 2012 však dosavadní starosta ze zdravotních důvodů odstoupil a Jaroslav Dvořák byl dne 6. únoru 2012 zvolen novým starostou Nového Jičína. Ve volbách v roce 2014 obhájil post zastupitele města z pozice lídra kandidátky ČSSD. Na začátku listopadu 2014 byl opět zvolen starostou.
V krajských volbách v roce 2012 byl zvolen za ČSSD zastupitelem Moravskoslezského kraje. V listopadu 2012 se pak stal radním kraje, členem Sociálního výboru a členem Výboru Regionální rady regionu soudržnosti Moravskoslezsko. Ve volbách v roce 2016 mandát neobhajoval a skončil tak i v pozici radního kraje.
Ve volbách do Senátu PČR v roce 2016 kandidoval za ČSSD v obvodu č. 67 – Nový Jičín. Se ziskem 19,02 % hlasů postoupil z druhého místa do druhého kola, v němž prohrál poměrem hlasů 25,76 % : 74,23 % s kandidátem SZ a KDU-ČSL Petrem Orlem. Senátorem se tak nestal.
V krajských volbách v roce 2020 byl zvolen za ČSSD zastupitelem Moravskoslezského kraje. V krajských volbách v roce 2024 obhajoval jako člen SOCDEM mandát zastupitele Moravskoslezského kraje, ale neuspěl. Strana se do krajského zastupitelstva se ziskem 2,67 % hlasů vůbec nedostala.